# Kamień runiczny z Helnæs

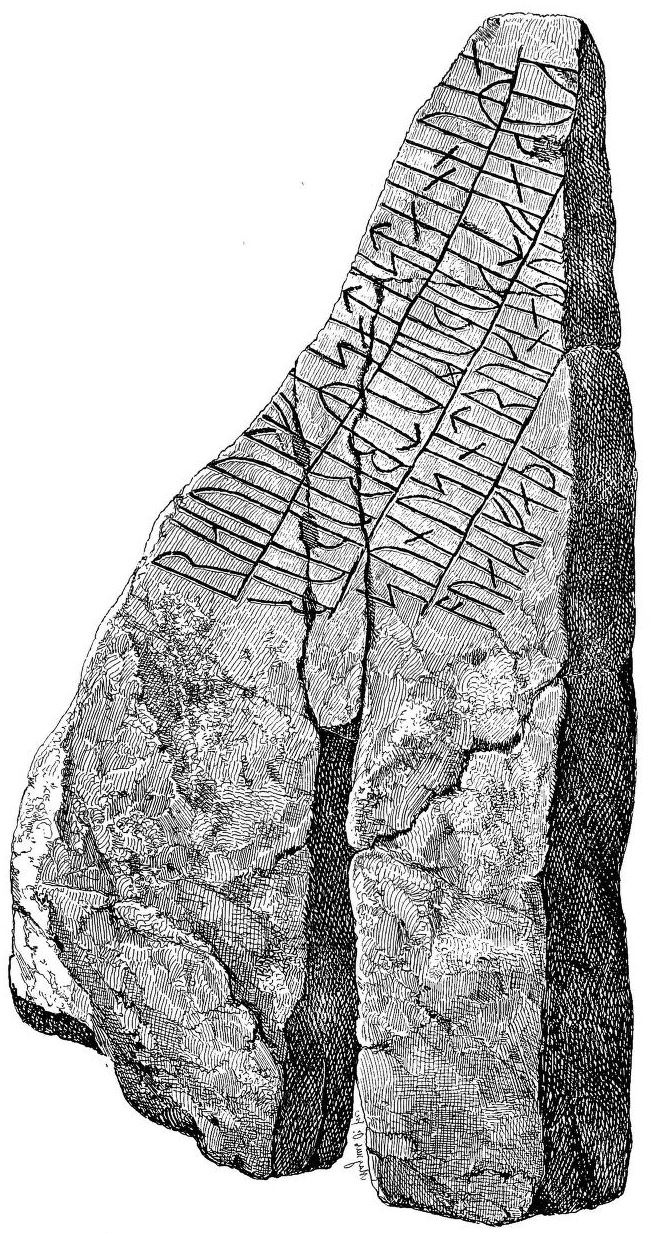
Kamień runiczny z Helnæs

Kamień runiczny z Helnæs (DR 190) – datowany na VIII wiek kamień runiczny pochodzący z półwyspu Helnæs w południowej części duńskiej wyspy Fionia. Obecnie znajduje się w zbiorach Muzeum Narodowego w Kopenhadze. Jest to jeden z najstarszych duńskich kamieni runicznych z inskrypcją pisaną w fuþarku młodszym i jednocześnie najstarszy, na którym podpisany z imienia wystawca dedykował pomnik innej osobie.
Granitowy głaz ma 2,05 m wysokości. Został odnaleziony w 1860 roku. Leżał wówczas, zwrócony inskrypcją ku górze, na polu obok kurhanu zawierającego kamienną komorę grobową. Znalazca, Lars Madsen, rozbił kamień na kawałki i użył go do budowy bramy. Na skutek tego bezpowrotnie utracone zostały tylna ściana i szczytowa część głazu. Zabytek został ocalony od całkowitego zniszczenia przez miejscowego nauczyciela P.C. Rungego i na polecenie króla Fryderyka VII sprowadzony do Kopenhagi. Zachowane części kamienia sklejono za pomocą cementu, uszkadzając przy tym fragmenty napisu na łączeniach.
Kamień został wystawiony przez godhiego (kapłana) z Naesji imieniem Rulf, napis natomiast wykonał rytownik imieniem Aaver. Ten sam Aaver po śmierci Rulfa upamiętnił go na polecenie synów kolejnym głazem, znajdującym się w miejscowości Flemløse. Wyryta w czterech liniach, pisana bustrofedonem inskrypcja głosi:
- rHuulfR sati stain nuRa ¶ kuþi aft kuþuMut bruþur¶sunu sin truknaþu --... ¶ ouaiR faþi[2]
- Rulf, godhi mieszkańców Naesji, wystawił kamienny słup dla syna swego brata Gutminda, który się utopił. Aaver rzeźbił runy[4].